# Productschap Tuinbouw
Het Productschap Tuinbouw (PT) was een Nederlands productschap dat zich richtte op tuinbouw- en groensector. Het werd opgericht op 1 januari 1997 uit het Gemeenschappelijk Secretariaat van het Productschap voor Siergewassen en het Productschap voor Groenten en Fruit. En het werd opgeheven op 1 januari 2015 als gevolg van politieke besluitvorming om alle product- en bedrijfschappen op te heffen. Hiermee is een einde gekomen aan het PBO-stelsel. 
In Nederland bestaat deze sector uit een kleine 30.000 ondernemingen uit de hele productie- en afzetketen. In het productschap waren hoveniers en groenvoorzieners, retail en andere detailhandel, groothandelaren, im- en exporteurs, fabrikanten van verwerkte tuinbouwproducten, veilingen en afzetorganisaties, telers en producenten van uitgangsmateriaal en de vakbonden vertegenwoordigd.
Het productschap had drie functies:
- het was het overlegplatform van de tuinbouw
- het was een knooppunt van kennis
- het was de eigen overheid van de tuinbouw

Met die functies diende het productschap het belang van de tuinbouw- en groensector en een maatschappelijk belang.
In 2010 is door de sector vastgesteld op welke thema's de sector een rol zag weggelegd voor het Productschap Tuinbouw. Dat zijn de thema's:
- marktmonitoring
- standaardisatie informatielogistiek
- gezondheid en welbevinden
- plantgezondheid en fytosanitaire zaken
- energie
- water, bodem en bemesting
- werken in de tuinbouw
- promotie
- maatschappelijk verantwoord ondernemen en biobased economy

De inkomsten van het PT bestonden uit verplichte heffingen bij tuinbouwondernemers en vergoedingen van het Ministerie van Economische Zaken voor het uitvoeren van maatregelen in het kader van de Europese Gemeenschappelijk landbouwbeleid.
Per 1 januari 2014 zijn de publieke taken van het PT overgedragen aan de ministeries van EZ en VWS. De uitvoering van het Gemeenschappelijk landbouwbeleid is overgenomen door de Rijksdienst voor Ondernemend Nederland.

## Voorzitter
Van 1 juli 2011 tot en met 31 december 2014 was Agnes van Ardenne voorzitter van het Productschap Tuinbouw.